# 梁春生
梁春生（汉语拼音：Liang Chunsheng，1952年10月4日—），印尼语名：，印尼華裔前羽毛球運動員。他不仅在職業生涯早期就是世界級單打選手，而且最终成為了這項運動史上最偉大的雙打專家之一。他因其比赛时表现出的惊人速度、力量、準確性和攻擊性而著名。他是梁秋霞的兄弟，她也是羽毛球運動員，而且还是一名教練。
在1977年舉行的首屆國際羽聯世界錦標賽上，梁春生與洪耀龍一起成為男子雙打世界冠軍。他們還贏得了從1974年到1980年舉辦的7次全英羽球公開錦標賽中的6次冠軍。在這一段時期，他們顯然是世界排名第一的球隊，經常在重大賽事的決賽中擊敗同胞紀明發和張鑫源。他偶尔參加單打比賽，經常參加雙打比賽（搭檔先是梁海量，後來才是洪耀龍）。梁春生代表印尼在連續三屆的湯姆斯盃（1973年、1976年、1979年）中贏得了所有比賽，並協助球隊獲得冠軍。他於2009年入選世界羽球名人堂。